# Don Coates
Donald Denison Coates (Orange (New Jersey), 23 maart 1935 - Naples (Florida), 16 mei 2017) was een Amerikaanse jazzpianist.
Coates groeide op in Verona (New Jersey) en bezocht het Williams College. In die tijd speelde hij in de dixielandgroep The Spring Street Stompers. Zijn hoofdberoep was journalist, hij werkte bij Courier News in Plainfield (New Jersey), later bij het tijdschrift Look. Daarnaast speelde hij in de jaren 50 en 60 met jazzmusici in New York, zoals Jack Teagarden, Roy Eldridge, Doc Cheatham, Ruby Braff, Warren Vaché, Billie Holiday en Maxine Sullivan, en in de bigbands van Bob Crosby, Richard Maltby en Stan Rubin.  
In 1968 trok hij naar Warren (Vermont), waar hij een reclamebureau oprichtte en actief was als musicus. Eind jaren 70 keerde hij naar New York terug en trad in de jaren erna als solist op in hotels als de Ritz en clubs als Jimmy Ryan’s en Eddie Condon's. Hij speelde meerdere jaren in nachtclub Windows on the World in het World Trade Center. Zijn pianospel was in de traditie van Art Tatum, Earl Hines en Teddy Wilson, tevens was hij beïnvloed door Thelonious Monk. Discograaf Tom Lord vermeldt zijn medewerking aan twee albums op Muse, van Earle Warren (Earle Warren and The Count's Men, 1985) en Benny Waters (From Paradise (Smalls’) to Shangri-la, 1987). Coates vestigde zich uiteindelijk in Florida, waar hij tevens actief was als makelaar.
- Gemeinsame Normdatei: 134603702
- MusicBrainz: 4a0abb17-bd64-45e0-a3b4-53c5df8ab444
- Virtual International Authority File: 79691684
- WorldCat: E39PBJdrKxR6WRR3ppYTxFGfv3